# 高橋虎松
高橋 虎松（たかはし とらまつ）は、戦国時代の武将。諱は家春（いえはる）

## 経歴・人物
織田信長麾下の小姓。天正7年（1579年）1月23日、長谷川秀一の旧屋敷を与えられる。さらに天正9年（1581年）10月5日、信長より所領を与えられる。天正10年（1582年）6月2日、本能寺の変で奮戦するが、遂に戦死した。